# پلاژیوکلازها
پلاژیوکلاز (به انگلیسی: Plagioclase) یک نوع «سنگ‌دانه» یا «کانی» است که در دل کوه‌ها و سنگ‌ها پیدا می‌شود. به نوعی، یکی از آجرهای کوچکی است که سنگ‌های آتش‌فشانی و کوه‌ها را ساخته‌اند. این کانی، ترکیبی از دو ماده به نام‌های «سدیم» و «کلسیم» است، و بسته به اینکه کدام یکی بیشتر باشد، شکل و رنگ آن کمی فرق می‌کند. برای نمونه بعضی‌هایش سفید هستند، بعضی خاکستری یا کمی آبی.
دانستن در مورد پلاژیوکلاز به دانشمندان کمک می‌کند بفهمند یک سنگ از چه چیزی ساخته شده، چقدر داغ بوده، و چه اتفاق‌هایی در گذشته برای آن افتاده است. مانند اینکه از روی شکل استخوان‌های فسیل‌شده، بفهمیم دایناسور چگونه زندگی می‌کرده است.
این کانی نه‌تنها در زمین، بلکه در ماه و حتی مریخ هم پیدا شده و دانشمندان با نگاه‌کردن به آن می‌فهمند سطح این سیاره‌ها از چه چیزی درست شده است.
در زندگی روزمره هم از پلاژیوکلاز استفاده می‌شود: مثلاً در ساخت سرامیک‌ها، شیشه‌ها، رنگ‌ها و حتی بعضی وسایل پلاستیکی، گرد یا پودر این کانی به‌کار می‌رود. به همین دلیل هم شناخت آن، هم برای زمین‌شناسی و هم برای صنعت مفید است.
در تعریف زمین‌شناختی، پلاژیوکلاز یک نوع کانی رایج از گروه فلدسپات‌هاست که در بسیاری از سنگ‌های آذرین، دگرگونی و رسوبی یافت می‌شود. این کانی از ترکیب‌های مختلف سدیم و کلسیم ساخته شده و رنگ آن معمولاً سفید تا خاکستری یا بی‌رنگ است. پلاژیوکلاز در ساختار خود شکلی بلوری دارد و اگر با ذره‌بین یا میکروسکوپ به آن نگاه کنیم، اغلب رگه‌هایی ریز و موازی روی سطحش دیده می‌شود که به آن‌ها «خط‌های دوقلویی» می‌گویند. این ویژگی به شناسایی آن کمک می‌کند. پلاژیوکلاز به‌ویژه در سنگ‌هایی مانند بازالت، گرانیت و گنیس بسیار فراوان است و در شناخت ترکیب و منشأ سنگ‌ها، نقش مهمی در زمین‌شناسی دارد.

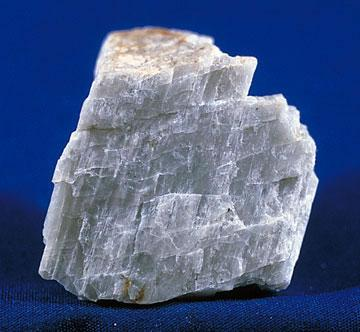
پلاژیوکلاز با نمایش رخ. (مقیاس نامشخص)

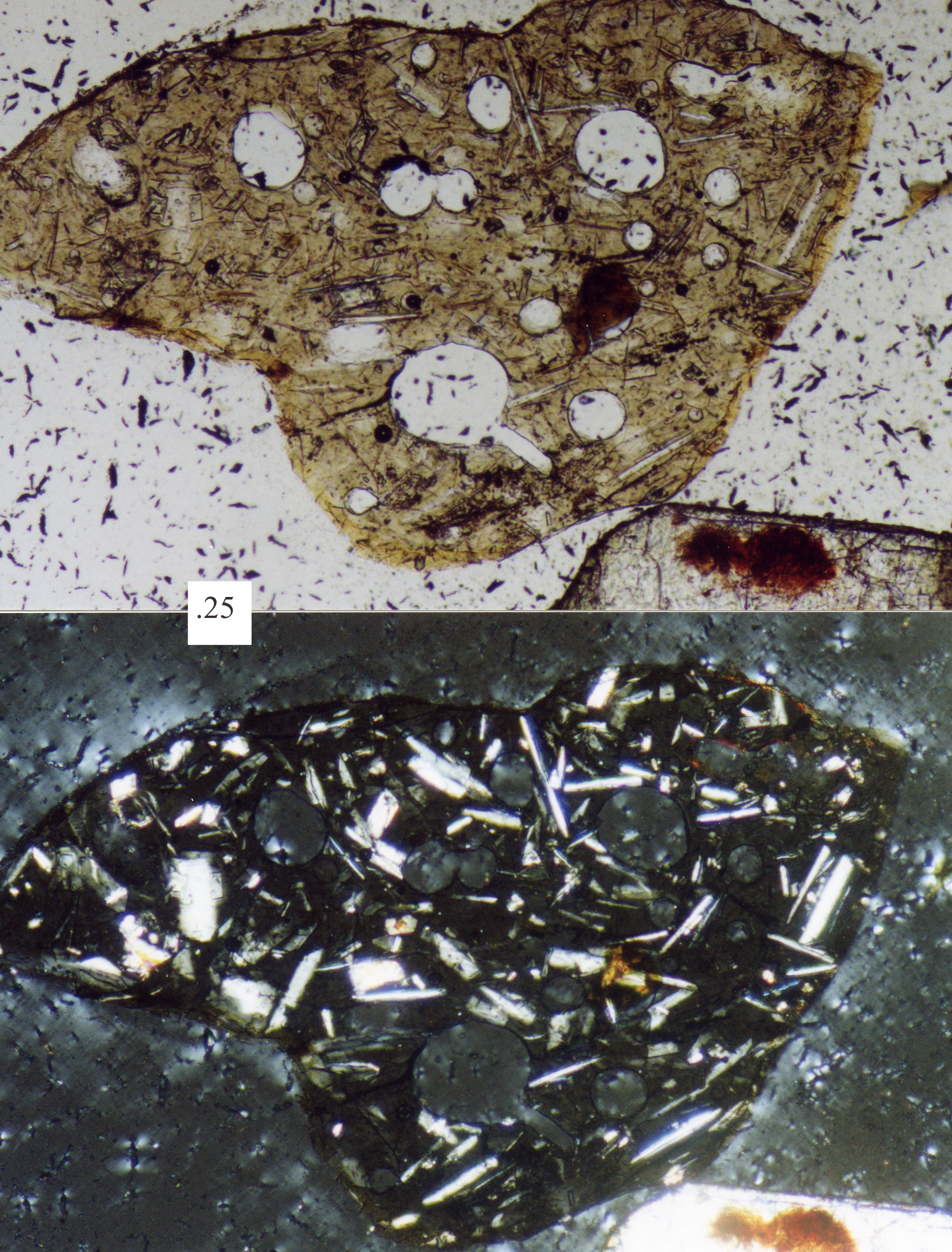
در سنگ‌های آتشفشانی، دانه‌بندی پلاژیوکلاز می‌تواند بافت «میکرولیتی» شامل بلورهای کوچک فراوانی را نشان دهد.

پلاژیوکلاز یک سری از کانی‌های سیلیکات (از نوع چهارچوبی) در درون گروه فلدسپات است. پلاژیوکلاز نه به یک کانی خاص با ترکیب شیمیایی مشخص، بلکه به یک محلول جامد پیوسته اطلاق می‌شود که به‌طور دقیق‌تر به آن «سری فلدسپات پلاژیوکلاز» گفته می‌شود. این ویژگی نخستین‌بار در سال ۱۸۲۶ توسط یوهان فریدریش کریستن هسل، کانی‌شناس آلمانی، معرفی شد. این سری از آلبیت تا آنورتیت، یعنی دو عضو انتهایی، امتداد دارد (با ترکیب‌های NaAlSi₃O₈ تا CaAl₂Si₂O₈)، که در آن اتم‌های سدیم و کلسیم می‌توانند در ساختار بلوری کانی، جایگزین یکدیگر شوند. پلاژیوکلاز در نمونه‌های دستی معمولاً به‌وسیله دوقلویی چندگانه یا اثر «صفحه گرامافون» خود شناسایی می‌شود.
پلاژیوکلاز از کانی‌های اصلی سازنده پوسته است و به همین دلیل ابزاری مهم در سنگ‌شناسی برای تشخیص ترکیب، منشأ و سیر تحول سنگ آذرین به‌شمار می‌آید. همچنین پلاژیوکلاز یکی از اجزای اصلی سطح ماه است و بررسی طیف‌سنج گسیل گرمایی از سطح مریخ نیز نشان داده که این کانی احتمالاً فراوان‌ترین کانی در پوسته مریخ است.
نام این کانی از واژه‌های یونانی باستان plágios (به‌معنی مایل) و klásis (به‌معنی شکست) گرفته شده، که به دو زاویهٔ متمایز رخ آن اشاره دارد.

## ویژگی‌ها
پلاژیوکلاز رایج‌ترین و فراوان‌ترین گروه کانی در پوسته زمین است. به‌عنوان بخشی از خانواده فلدسپات، این کانی در سنگ آذرین و سنگ دگرگونی به‌وفور یافت می‌شود و همچنین در سنگ رسوبی به‌صورت دتریتال نیز رایج است.
پلاژیوکلاز به‌خودی‌خود یک کانی منفرد نیست، بلکه محلول جامدی از دو عضو انتهایی است: آلبیت یا فلدسپار سدیم (NaAlSi₃O₈) و آنورتیت یا فلدسپار کلسیم (CaAl₂Si₂O₈). نسبت این دو در پلاژیوکلاز می‌تواند متغیر باشد و از آلبیت خالص تا آنورتیت خالص را دربر گیرد. ترکیب شیمیایی پلاژیوکلاز را می‌توان به‌صورت Na
1-xCa
xAl
1+xSi
3-xO₈ نوشت، که در آن x از ۰ (آلبیت خالص) تا ۱ (آنورتیت خالص) تغییر می‌کند. این سری به‌عنوان «سری پلاژیوکلاز» شناخته می‌شود. ترکیب هر نمونه خاص از پلاژیوکلاز معمولاً بر اساس کسر مولی آنورتیت موجود در آن بیان می‌شود؛ برای نمونه، اگر ۴۰٪ مولی آنورتیت داشته باشد، به آن پلاژیوکلاز An40 می‌گویند.
قابلیت تشکیل محلول جامد در هر نسبت میان آلبیت و آنورتیت در دمای بالا، ناشی از توانایی کلسیم و آلومینیوم برای جایگزینی با سدیم و سیلیسیم در ساختار بلوری پلاژیوکلاز است. هرچند یون کلسیم بار +۲ دارد و یون سدیم بار +۱، اما اندازهٔ آن‌ها تقریباً برابر است و اختلاف بار با جانشینی آلومینیوم (بار +۳) به‌جای سیلیسیم (بار +۴) در محل‌های چهاروجهی جبران می‌شود. این در حالی است که پتاسیم با وجود داشتن بار یکسان با سدیم، اندازهٔ بسیار بزرگ‌تری دارد. در نتیجه، شکاف عدم امتزاج گسترده‌ای میان آنورتیت و فلدسپات پتاسیم (KAlSi₃O₈) وجود دارد که باعث می‌شود این دو به‌راحتی محلول جامد تشکیل ندهند. اما فلدسپات پتاسیم با آلبیت می‌تواند محلول جامد تشکیل دهد که به آن سری فلدسپات می‌گویند؛ بنابراین تقریباً همهٔ فلدسپارهای موجود در زمین یا پلاژیوکلاز هستند یا فلدسپات قلیایی، و این دو سری فقط در مورد آلبیت خالص هم‌پوشانی دارند. هنگامی که ترکیب پلاژیوکلاز بر پایهٔ درصد مولی آنورتیت بیان می‌شود (مثلاً An40)، فرض می‌شود که بقیهٔ ترکیب آلبیت است و تنها مقدار ناچیزی فلدسپات پتاسیم دارد.
پلاژیوکلاز با هر ترکیبی، ویژگی‌های فیزیکی پایه‌ای مشترکی دارد، ولی برخی ویژگی‌ها بسته به ترکیب تغییر می‌کنند. سختی موس همهٔ اعضای پلاژیوکلاز بین ۶ تا ۶٫۵ است، و رخ آن کامل در راستای [۰۰۱] و خوب در راستای [۰۱۰] است، که این دو رخ با زاویه‌ای در حدود ۹۳ تا ۹۴ درجه یکدیگر را قطع می‌کنند. نام پلاژیوکلاز از همین زاویهٔ کمی مایل (نه عمود) گرفته شده و از واژه‌های یونانی باستان πλάγιος ('مایل') و κλάσις ('شکست') ترکیب شده است. این نام را آگوست برایتهاوپت در سال ۱۸۴۷ پیشنهاد کرد. همچنین یک رخ ضعیف در راستای [۱۱۰] وجود دارد که به‌ندرت در نمونه‌های دستی دیده می‌شود.
جلای پلاژیوکلاز از نوع شیشه‌ای تا صدفی است و شفافیت آن از شفاف تا نیمه‌شفاف متغیر است. سفتی آن شکننده است و شکستگی (کانی) آن نامنظم یا صدفی است، هرچند به‌دلیل تمایل شدید این کانی به رخ‌برداری، شکستگی به‌ندرت دیده می‌شود. در دمای پایین، ساختار بلوری پلاژیوکلاز به دستگاه بلوری سه‌شیب با گروه فضایی P۱ تعلق دارد. بلورهای خوش‌ساخت کمیاب‌اند و اغلب دارای ترکیب غنی از سدیم هستند. نمونه‌های خوش‌فرم اغلب در واقع قطعاتی هستند که بر اثر شکست در امتداد رخ ایجاد شده‌اند. بلورهای خوبِ شکل‌گرفته، معمولاً تیغه‌ای یا صفحه‌ای هستند و به موازات صفحهٔ [۰۱۰] گسترش دارند.
پلاژیوکلاز معمولاً به رنگ سفید تا سفید مایل به خاکستری دیده می‌شود، و نمونه‌هایی که دارای کلسیم بیشتری هستند، تمایل بیشتری به رنگ تیره دارند. ناخالصی‌ها گاهی می‌توانند رنگ این کانی را به سبز، زرد یا قرمز مایل به گوشتی تغییر دهند. وجود آهن (III) (Fe³⁺) در پلاژیوکلازهای یافت‌شده در شهرستان لیک (اورگن) باعث ایجاد رنگ زرد کمرنگ می‌شود.
چگالی ویژه پلاژیوکلاز به‌طور پیوسته با افزایش مقدار کلسیم افزایش می‌یابد: از ۲٫۶۲ برای آلبیت خالص تا ۲٫۷۶ برای آنورتیت خالص. این ویژگی در صورت اندازه‌گیری دقیق، می‌تواند برآورد خوبی از ترکیب کانی ارائه دهد. ضریب شکست نور نیز به‌طور منظم از ۱٫۵۳ تا ۱٫۵۸ تغییر می‌کند و اگر به‌درستی اندازه‌گیری شود، تخمینی مفید از ترکیب ارائه می‌دهد.
پلاژیوکلاز تقریباً همیشه دارای دوقلویی کریستال مشخصی است که باعث ایجاد خط‌های دوقلویی در امتداد صفحهٔ [۰۱۰] می‌شود. این خط‌ها به‌راحتی پلاژیوکلاز را از فلدسپات قلیایی متمایز می‌کنند. پلاژیوکلاز اغلب دوقلویی‌هایی از نوع کارلزبد، باونو و مانباخ را نیز نشان می‌دهد.

## توضیحات بیشتر
پلاژیوکلازها یکی از کانی‌های مهم گروه فلدسپات و از مجموعه سیلیکات‌های شبکه‌ای هستند که کاربرد عمده‌ای در صنایع سرامیک دارند. این کانی‌ها شعله را سبزرنگ می‌کنند، در اسیدها نامحلول‌اند و از آمیزه‌هایی میان آلبیت و آنورتیت تشکیل شده‌اند. پلاژیوکلاز برای نخستین‌بار در سوئیس کشف شد و از نظر شکل بلوری معمولاً منشوری، قرصی‌شکل یا به‌صورت ماکله دیده می‌شود. رنگ آن بسته به ترکیب ممکن است سیاه، خاکستری تیره، آبی، مرواریدی یا قرمز باشد. شفافیت آن بین شفاف تا نیمه‌کدر، شکستگی‌اش نامنظم، جلای آن شیشه‌ای یا صدفی و رخ آن ضعیف و منطبق با سطح بلور است. این کانی دارای سیستم تبلور تری‌کلینیک است، در رده‌بندی سیلیکات‌ها قرار می‌گیرد، خاصیت مغناطیسی ندارد و منشأ تشکیل آن ماگمایی، پگماتیتی، متئوریتی یا فیلون‌های تیپ آلپی است.
کانی‌های همراه پلاژیوکلاز شامل آمبلی‌گونیت، اسکاپولیت، ژهلنیت، میلیلیت، اورتوز، سانیدین، میکروکلین، مسکویت، بیوتیت و کوارتز هستند و خواص فیزیکی و شیمیایی آن از جمله سختی، چگالی، واکنش در برابر اسیدها، ویژگی‌های نوری و الگوهای اشعه X برای شناسایی آن به کار می‌رود.
پلاژیوکلاز از نظر ژیزمان به‌صورت بلوری، آگرگات دانه‌ای و توده‌ای دیده می‌شود و فراوانی آن در سنگ‌هایی مانند گرانیت، گرانودیوریت، دیوریت و بازالت‌های آندزیتی قابل توجه است. این کانی در واقع یک سری محلول جامد است که بین دو ترکیب اصلی آلبیت (سدیم‌دار) و آنورتیت (کلسیم‌دار) پیوستار دارد. جایگزینی بین اتم‌های سدیم و کلسیم در ساختار بلورین شبکه‌ای پلاژیوکلازها رخ می‌دهد.
ساختارهای فلدسپاری در پلاژیوکلاز معمولاً توسط ترک خوردگی‌های کلی یا سرتاسر در آنورتیت‌ها یا آلبیت به آسانی تعیین می‌شوند یا توسط اندازه‌گیری‌های بلورهای پلاژیوکلاز انکساری نما در فشرده شدن دانه‌هایشان یا انهدام زاویه‌ای در مناطق نازک تحت یک پلورایسینگ میکروسکوپی. انقراض یا انهدام زاویه‌ای آن‌ها یک کاراکتر نوری و تنوعی ازشکستگی‌های آلبیت آنهاست.
چندین نام برای فلدسپارهای پلاژیوکلاز بین سری آلبیت و آنورتیت وجود دارد.

## اعضای سری پلاژیوکلاز
ترکیب هر فلدسپات پلاژیوکلاز معمولاً با درصد کلی آنورتیت (%An) یا آلبیت (%Ab) مشخص می‌شود. در این میان، چندین نوع فلدسپات پلاژیوکلاز دارای نام‌گذاری مشخص هستند که در محدوده بین آلبیت و آنورتیت قرار می‌گیرند. جدول زیر ترکیب این اعضا را بر حسب درصد آلبیت و آنورتیت تشکیل‌دهندهٔ آن‌ها نشان می‌دهد.
| نام        | % CaAl2Si2O8 | % NaAlSi3O8 | نگاره |
| ---------- | ------------ | ----------- | ----- |
| آنورتیت    | ۹۰–۱۰۰       | ۱۰–۰        |       |
| بیتونیت    | ۷۰–۹۰        | ۳۰–۱۰       |       |
| لابرادوریت | ۵۰–۷۰        | ۵۰–۳۰       |       |
| آندزین     | ۳۰–۵۰        | ۷۰–۵۰       |       |
| اولیگوکلاز | ۱۰–۳۰        | ۹۰–۷۰       |       |
| آلبیت      | ۰–۱۰         | ۱۰۰–۹۰      |       |

تشخیص بین انواع مختلف پلاژیوکلازها به‌راحتی در پژوهش میدانی ممکن نیست. ترکیب آن‌ها را می‌توان به‌طور تقریبی با اندازه‌گیری چگالی ویژه تعیین کرد، اما اندازه‌گیری دقیق، نیازمند آزمایش‌های شیمیایی یا نوری است. در نصب دانه‌های پودرشده (grain mount)، ترکیب شیمیایی را می‌توان با روش تسوبوی به‌دست‌آورد که اندازه‌گیری دقیقی از ضریب شکست مینیمم ارائه می‌دهد و از این طریق ترکیب را به‌دقت تعیین می‌کند. در برش نازک، ترکیب می‌تواند با استفاده از روش‌های میشل‌لوی یا کارلزبد-آلبیت تعیین شود. روش نخست بر اندازه‌گیری دقیق کمترین ضریب شکست تکیه دارد، در حالی‌که روش دوم زاویهٔ خاموشی را با میکروسکوپ قطبیده اندازه می‌گیرد. زاویهٔ خاموشی ویژگی نوری‌ای است که با نسبت آلبیت (%Ab) تغییر می‌کند.

### اعضای انتهایی
- آنورتیت در سال ۱۸۲۳ توسط گوستاو روز نام‌گذاری شد. این نام از ترکیب واژهٔ یونانی ἀν- (به‌معنای «نه») و ὀρθός (به‌معنای «راست» یا «مستقیم») گرفته شده که به معنای «کج» یا «مایل» است و به تری‌کلینیک بودن سیستم بلوری آن اشاره دارد.[۱۸] آنورتیت معدنی نسبتاً نادر است و در سنگ‌های پلوتونیکی بازیک برخی مجموعه‌های کوه‌زایی کالک‌آلکالن یافت می‌شود.[۱۹]
- آلبیت از واژهٔ لاتین albus به معنای «سفید» گرفته شده و اشاره به رنگ سفید خالص آن دارد. این نام نخستین بار در سال ۱۸۱۵ توسط یوهان گوتلیب گاهن و یاکوب برسلیوس استفاده شد.[۲۰] آلبیت معدنی رایج و مهم در سنگ‌سازی است و در سنگ‌های غنی از سیلیس، رگه‌های گردش گرمابی، شیست سبزهای دگرگونی و پگماتیت‌های آذرین‌تیغه دیده می‌شود. گاهی به‌صورت گونه‌ای به نام cleavelandite ظاهر می‌شود و با کانی‌های کمیاب‌تری چون تورمالین و بریل همراه است.[۲۱]

### اعضای میانی
اعضای میانی گروه پلاژیوکلاز بسیار به هم شبیه‌اند و معمولاً فقط از طریق ویژگی‌های نوری قابل تشخیص‌اند. چگالی ویژه در هر عضو از این گروه به ازای افزایش ۱۰ درصد آنورتیت، حدود ۰٫۰۲ افزایش می‌یابد (چگالی آلبیت ۲٫۶۲ و آنورتیت ۲٫۷۵ است).
- بیتونیت، که نام آن برگرفته از نام پیشین شهر اتاوا در کانادا (Bytown) است،[۲۲] معدنی نادر است که گاه در سنگ‌های مافیک یافت می‌شود.[۲۳]

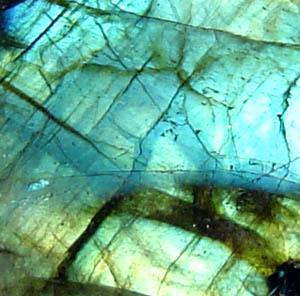
لابرادوریت با نمایش رنگین‌تابی معمول. (مقیاس نامشخص)

- لابرادوریت فلدسپات ویژهٔ سنگ‌های بازیکی مانند گابرو یا بازالت است.[۲۳] لابرادوریت اغلب نمایش رنگین‌تابی دارد که به‌دلیل شکست نور در درون لایه‌های بلوری آن ایجاد می‌شود.[۲۴] نام آن برگرفته از منطقهٔ لابرادور در کاناداست، جایی که یکی از اجزای اصلی سنگ آنورتوزیت، نوعی سنگ نفوذی، محسوب می‌شود که تقریباً به‌طور کامل از پلاژیوکلاز ساخته شده است.[۲۳] گونه‌ای از لابرادوریت به نام spectrolite در فنلاند یافت می‌شود.[۲۵][۲۶]
- آندزین کانی شاخص سنگ‌هایی چون دیوریت است که دارای مقدار متوسطی از سیلیسیم دی‌اکسید هستند، و همچنین در سنگ‌های آتشفشانی وابسته مانند آندزیت.[۲۳]
- اولیگوکلاز در گرانیت و مونزونیت رایج است.[۲۳] نام oligoclase از یونانی ὀλίγος («کم») و κλάσις («شکست») گرفته شده که به زاویهٔ رخ آن اشاره دارد که تفاوت زیادی با ۹۰ درجه دارد. این اصطلاح نخستین بار توسط برایتهاوپت در سال ۱۸۲۶ معرفی شد.[۲۷] سنگ خورشید عمدتاً از اولیگوکلاز (و گاهی آلبیت) تشکیل شده که حاوی پولک‌هایی از هماتیت است.[۲۳]

## پیدایش سنگ‌شناختی

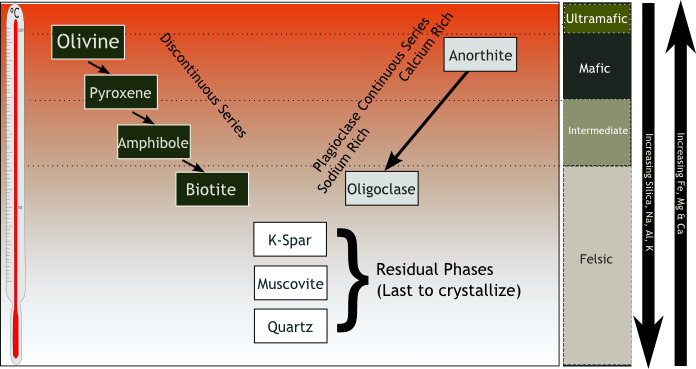
سری واکنشی بوون

نمودار QAPF برای رده‌بندی سنگ‌های پلوتونیک

پلاژیوکلاز، کانی اصلیِ حامل آلومینیوم در سنگ‌های مافیکی است که در فشار پایین تشکیل می‌شوند. این کانی معمولاً نخستین فلدسپاری است که در هنگام سرد شدن ماگمای ابتدایی تشکیل می‌شود و از همه فراوان‌تر است. آنورتیت دمای ذوب بسیار بالاتری از آلبیت دارد، به همین دلیل پلاژیوکلازهای غنی از کلسیم زودتر بلورین می‌شوند. با کاهش دما، پلاژیوکلاز به‌تدریج غنی از سدیم می‌شود و سری واکنشی بوون را تشکیل می‌دهد. با این حال، ترکیب پلاژیوکلاز در هنگام بلورین شدن، به ترکیبات دیگر موجود در مذاب نیز بستگی دارد، بنابراین نمی‌توان آن را به‌تنهایی به‌عنوان «دماسنج» قابل‌اعتماد به‌کار برد.
خط ذوب و خط انجماد پلاژیوکلاز (دمایی که بلورهای پلاژیوکلاز شروع به تشکیل می‌کنند) برای بازالت با ترکیب ۵۰٫۵٪ وزنی سیلیس، حدود ۱٬۲۱۵ درجه سلسیوس (۲٬۲۱۹ درجه فارنهایت) است؛ برای آندزیت با ۶۰٫۷٪ سیلیس، ۱٬۲۵۵ درجه سلسیوس (۲٬۲۹۱ درجه فارنهایت)؛ و برای داسیت با ۶۹٫۹٪ سیلیس، حدود ۱٬۲۷۵ درجه سلسیوس (۲٬۳۲۷ درجه فارنهایت) است. این مقادیر برای ماگمای خشک محاسبه شده‌اند. افزودن آب، دمای ذوب را به‌طور چشمگیری کاهش می‌دهد، و این کاهش در مورد پلاژیوکلاز بیشتر از کانی‌های مافیک است. سیستم یوتکتیک (ترکیب با کمترین دمای ذوب) برای مخلوطی از آنورتیت و دیوپسید از ۴۰٪ وزنی آنورتیت در فشار بخار آب ۱ بار، به ۷۸٪ وزنی آنورتیت در فشار ۱۰ کیلوبار جابجا می‌شود. حضور آب همچنین ترکیب پلاژیوکلاز بلورین‌شونده را به‌سمت آنورتیت سوق می‌دهد. یوتکتیک این ترکیب در حالت مرطوب به حدود ۱٬۰۱۰ درجه سلسیوس (۱٬۸۵۰ درجه فارنهایت) کاهش می‌یابد.
پلاژیوکلاز بلورین‌شده همیشه از مذابی که از آن منشأ گرفته، غنی‌تر از نظر آنورتیت است. این «اثر پلاژیوکلاز» باعث می‌شود که مذاب باقی‌مانده به‌طور نسبی از نظر سدیم و سیلیس غنی‌تر و از نظر آلومینیوم و کلسیم فقیرتر شود. با این حال، بلورین شدن همزمان کانی‌های مافیکی که فاقد آلومینیوم هستند، می‌تواند کمبود آلومینیوم را تا حدی جبران کند. در سنگ‌های آتشفشانی، پلاژیوکلاز بلورین‌شده اغلب بیشترِ پتاسیم موجود در مذاب را به‌صورت عنصر کم‌مقدار در خود جای می‌دهد.
بلورهای جدید پلاژیوکلاز به‌سختی شکل می‌گیرند و نفوذپذیری درون بلورهای جامد بسیار کند است. به همین دلیل، با سرد شدن ماگما، معمولاً پلاژیوکلازهای غنی‌تر از سدیم روی لبهٔ بیرونی بلورهای پیشین که دارای هستهٔ غنی از کلسیم‌اند، بلورین می‌شوند. این پدیده منجر به زون‌بندی ترکیبی پلاژیوکلاز در سنگ‌های آذرین می‌شود. در موارد نادر، زون‌بندی وارونه دیده می‌شود، یعنی لبهٔ بلور غنی‌تر از کلسیم و هسته غنی‌تر از سدیم است. گاهی نیز پلاژیوکلاز زون‌بندی نوسانی نشان می‌دهد که ترکیب بین سدیم و کلسیم در نوسان است، هرچند این نوسان معمولاً بر یک روند کلی زون‌بندی طبیعی سوار شده است.

### رده‌بندی سنگ‌های آذرین
پلاژیوکلاز نقش بسیار مهمی در رده‌بندی سنگ‌های بلوری آذرین دارد. به‌طور کلی، هرچه مقدار سیلیس در سنگ بیشتر باشد، مقدار کانی‌های مافیک کمتر و پلاژیوکلاز آن غنی‌تر از سدیم است. با افزایش سیلیس، فلدسپات قلیایی نیز در ترکیب سنگ پدیدار می‌شود. در رده‌بندی QAPF، پلاژیوکلاز در کنار کوارتز و فلدسپات قلیایی یکی از سه کانی کلیدی در طبقه‌بندی ابتدایی نوع سنگ محسوب می‌شود. سنگ‌های آذرین با سیلیس کم به دو گروه تقسیم می‌شوند: دیوریت‌ها که پلاژیوکلاز غنی از سدیم (An<50) دارند، و سنگ‌های گابرویی که پلاژیوکلاز آن‌ها غنی از کلسیم (An>50) است. آنورتوزیت سنگی نفوذی است که دست‌کم ۹۰٪ آن از پلاژیوکلاز تشکیل شده است.
آلبیت عضو انتهایی هم در سری فلدسپارهای پلاژیوکلاز و هم در سری فلدسپارهای قلیایی است، اما در طبقه‌بندی QAPF، آلبیت در سهم فلدسپات قلیایی سنگ در نظر گرفته می‌شود.

### در سنگ‌های دگرگونی
پلاژیوکلاز در سنگ دگرگونی نیز رایج است. در سنگ‌های دگرگونی با درجه پایین، پلاژیوکلاز عمدتاً از نوع آلبیت است، در حالی‌که در سنگ‌های با درجه متوسط تا بالا، بیشتر از گونه‌های اولیگوکلاز تا آندزین دیده می‌شود. سنگ‌های متاکربناته گاهی حاوی آنورتیت تقریباً خالص‌اند.

### در سنگ‌های رسوبی
فلدسپات بین ۱۰ تا ۲۰ درصد از دانه‌های چارچوبی ماسه‌سنگ‌های معمولی را تشکیل می‌دهد. در ماسه‌سنگ‌ها، فلدسپات‌های قلیایی معمولاً بیشتر از پلاژیوکلاز هستند، چون در برابر هوازدگی شیمیایی مقاوم‌تر و پایدارترند؛ اما ماسه‌سنگ‌هایی که از سنگ‌های آذرین منشأ گرفته‌اند، پلاژیوکلاز بیشتری دارند. پلاژیوکلاز نسبتاً سریع‌تر از سایر کانی‌ها هوازده می‌شود و به کانی‌های رس مانند اسمکتیت تبدیل می‌گردد.

### در ناپیوستگی موهوروویچیچ
ناپیوستگی موهوروویچیچ، که مرز بین پوسته (سیاره) و روگوشته را تعریف می‌کند، ناحیه‌ای است که در آن تصور می‌شود فلدسپات دیگر در سنگ وجود ندارد. پلاژیوکلاز، هرچند مهم‌ترین کانیِ حاوی آلومینیوم در پوسته است، اما در فشار بالای گوشته بالایی تجزیه می‌شود و آلومینیوم آن وارد پیروکسن به‌صورت مولکول Tschermak (CaAl
2SiO
6) یا سنگ قولنج (NaAlSi
2O
6) می‌شود. در فشارهای بالاتر، آلومینیوم در نارسنگ وارد می‌شود.

### تفکیک فازی (exsolution)
در دماهای بسیار بالا، پلاژیوکلاز با فلدسپات پتاسیم محلول جامد تشکیل می‌دهد، اما این ترکیب در هنگام سرد شدن بسیار ناپایدار می‌شود. در این فرایند پلاژیوکلاز از فلدسپات پتاسیم جدا می‌شود که به آن «تفکیک فازی» گفته می‌شود. سنگ حاصل، که دارای رگه‌های باریک پلاژیوکلاز (به‌نام لامله) در درون فلدسپات پتاسیم است، پرتیت نامیده می‌شود.
محلول جامد میان آنورتیت و آلبیت تا دماهای پایین پایدار می‌ماند، اما در نهایت با رسیدن به دماهای سطحی ناپایدار می‌شود و تفکیک فازی روی می‌دهد. در این حالت، لایه‌های بسیار نازک بین‌رشدی (intergrowths) ایجاد می‌شوند که تنها با ابزارهای پیشرفته قابل شناسایی‌اند. اما در محدودهٔ ترکیبی آندزین تا لابرادوریت، گاهی ضخامت لامله‌ها با طول‌موج نور مرئی قابل مقایسه می‌شود. این ویژگی مانند توری پراش عمل کرده و موجب نمایش بازی رنگ‌ها در لابرادوریت می‌شود که به آن chatoyance گفته می‌شود.

## کاربردها
پلاژیوکلاز، علاوه بر اهمیت آن برای زمین‌شناسان در رده‌بندی سنگ‌های آذرین، در کاربردهای عملی نیز استفاده دارد؛ از جمله به‌عنوان سنگدانه، سنگ ساختمانی و در حالت پودر شده به‌عنوان پرکننده در رنگ، پلاستیک و لاستیک. پلاژیوکلازهای غنی از سدیم در ساخت شیشه و سرامیک کاربرد دارند.
همچنین آنورتوزیت ممکن است در آینده به‌عنوان منبع استخراج آلومینیوم اهمیت پیدا کند.